# CaveDigger
CaveDigger ist ein US-amerikanischer Dokumentar-Kurzfilm von Jeffrey Karoff aus dem Jahr 2013. Er handelt von dem Künstler Ra Paulette. Bei der Oscarverleihung 2014 war er in der Kategorie Bester Dokumentar-Kurzfilm nominiert.

## Handlung
Der Film handelt vom Künstler Ra Paulette, der in Nord-New Mexico riesige, mit Verzierungen versehene Höhlen in Sandstein gräbt beziehungsweise schlägt. Dabei verwendet er lediglich Handwerkzeuge. Die künstlerischen Werke werden von Mäzen finanziert, die sich meist kleinere Projekte vorstellen. Paulette benötigt aber mehrere Jahre für seine Kunstwerke und so entstehen immer wieder Konflikte mit seinen Förderern. Oft verliert er dabei den Fokus und beharrt auf seiner künstlerischen Vision. Am Ende des Films stellt er sein Opus magnum vor. Er will dafür seine letzten zehn Lebensjahre opfern und heimlich auf Privatgelände diese Arbeiten durchziehen.

## Hintergrund
Jeffrey Karoff hörte zum ersten Mal von Paulettes Kunst über die Protagonisten seines Dokumentarfilms  Shel Nymark  und Liz Riedel, die ihn zu einer von Paulettes Höhlen mitnahmen. Er war sehr beeindruckt von dessen Arbeit, schob die Geschichte jedoch etwas vor sich her und widmete sich anderen Projekten, bis er von Nymark und Riedel über einen Konflikt zwischen Paulette und seinem Mäzen hörte.
Der Film wurde in den Vereinigten Staaten am 12. Januar 2013 veröffentlicht und lief international auf mehreren Filmfestivals. Von Alex Rotaru erhielt er den Tipp, den ursprünglich 47 Minuten langen Film auf 40 Minuten zu kürzen, damit er die Richtlinien der Oscar-Jury damit erfüllen würde. Sandra Ruch gab ihm ebenfalls den Tipp, damit der Film auf verschiedenen Festivals als Kurzfilm gezeigt werden könne und so an den Wettbewerben teilnehmen könne. Tatsächlich wurde der Film dann auch für einen Oscar nominiert, verlor jedoch gegen The Lady in Number 6.